# ICarly (sæson 1)
Den første sæson af iCarly vist på Nickelodeon fra 8. september 2007 til 25. juli 2008. Sæsonen introducerer Carly Shay ( Miranda Cosgrove ), Sam Puckett (Jennette McCurdy) og Freddie Benson (Nathan Kress).

## Produktion
Serien blev skabt og primært produceret af Dan Schneider , der har skabt mange andre shows for netværket. Showet er produceret af Schneider Bakery og Nickelodeon Productions . Serien er filmet på Nickelodeon On Sunset Studios i Hollywood, Californien . Temasangen 
"Leave it all to me" er skrevet af Michael Corcoran og er udført af Miranda Cosgrove .
Sæsonen begyndte produktionen i januar 2007.

## Medvirkende
| Rolle           | Skuespiller      |
| --------------- | ---------------- |
| Carly Shay      | Miranda Cosgrove |
| Sam Puckett     | Jennette McCurdy |
| Freddie Benson  | Nathan Kress     |
| Spencer Shay    | Jerry Trainor    |
| Lewbert         | Jeremy Rowley    |
| Nevel Papperman | Reed Alexander   |
| Mrs. Benson     | Mary Scheer      |
| Gibby           | Noah Munck       |

### Andre medvirkende
| Rolle               | Skuespiller         |
| ------------------- | ------------------- |
| Ms. Francine Briggs | Mindy Sterling      |
| Politibetjent Carl  | Christopher Michael |
| Jake                | Austin Butler       |
| Carlys bedstefar    | Greg Mullavy        |
| Valerie             | Carly Bondar        |
| Principal Franklin  | Tim Russ            |
| Mandy               | Aria Wallace        |
| Harry Joyner        | Oliver Muirhead     |
| Jonas               | Aaron Alber         |
| Mr. Howard          | David St. James     |
| Kriminel ekspident  | Curtis Armstrong    |
| Producer            | David Starzyk       |
| Amber Tate          | Rachel G. Fox       |
| Shannon             | Annamarie Kenoyer   |
| Miss Ackerman       | Jessica Makinson    |

## Episoder
| Nr. i serie | Nr. i sæson | Titel                | Instrueret af | Skrevet af                    | Første sendedag    | Produktions kode | Antal seere i USA (millioner) |
| --- | ----------- | -------------------- | ------------- | ----------------------------- | ------------------ | ---------------- | ----------------------------- |
| 1 | 1           | "iPilot"             | Steve Hoefer  | Dan Schneider                 | 8. september 2007  | 101              | 4.1                           |
| Carly Shay bliver anklaget for at have indsat Ms. Francince Briggs' hoved på kroppen af et næsehorn, selvom det faktisk var hendes bedsteven, Sam Puckett, der gjorde det. Som straf skal Carly og Sam være dommere til skolens talentshowsauditions. Freddie Bensen, som er vild med Carly, men som ikke kan lide Sam, tager hans tekniske udstyr med for at videooptage prøverne. De får lavet auditionerne og udvælger, hvem de vil have med i talentshowet. Ms. Briggs afviser alle, men inspirerer dem til at lave deres eget webshow kaldet "iCarly". Første optræden med Carly, Sam, Freddie, Spencer, Ms. Briggs, Inspektor Franklin og Wesley.                              |             |                      |               |                               |                    |                  |                               |
| 2 | 2           | "iWant More Viewers" | Adam Weissman | Steve Holland & Steven Molaro | 8. september 2007  | 103              | 3.9                           |
| Freddie Spencer, Carly, og Sam alle konkurrerer om at se, hvem der kan trække flere seere til iCarly, med taberen skulle røre Lewberts vorte. Carly og Sam laver et skilt til at holde op uden foran vinduet ved studierne for Seattle Beat, men regnen ødelægger det. Freddie og Spencer bygger et elektronisk skilt til at sætte op ved en motorvej. |             |                      |               |                               |                    |                  |                               |
| 3 | 3           | "iLike Jake"         | Adam Weissman | Dan Schneider                 | 16. september 2007 | 113              | 3.5                           |
| En skotsk danser inspirerer Carly, Sam og Freddie at vise danseklip på iCarly. Deres fans sende masser af videoklip. Nogle er kedelige, men Carly og Sam falder straks for en fantastisk danser. De har senere drømme om at danse. En drøm er at alle danser i skolens korridor, en anden drøm er Sam danser til Ms.Briggs sækkepiber til eftersidningen, Freddie drømmer om at danse for at imponere Carly i en Michael Jackson lignende-måde, og Carly drømmer om at danse med mange drenge i smoking i hendes tomme stue. Spencer har den samme drøm som Carly i sidste ende. Dette er Gibbys første optræden som gæstestjerne. Han er senere en hovedperson fra sæson 4 og frem. |             |                      |               |                               |                    |                  |                               |